# Жизнь (посёлок)
Жизнь — посёлок в Чернском районе Тульской области России.
В рамках административно-территориального устройства является центром Русинской сельской администрации Чернского района, в рамках организации местного самоуправления входит в сельское поселение Тургеневское.

## География
Расположен в 110 км к юго-западу от областного центра и в 22 км к западу от райцентра, пгт Чернь.

## Население
| 2002 | 2010 |
| ---- | ---- |
| 348  | ↘347 |

Население — 347 чел. (2010).